# Église Saint-Germain de Vornay
L'église Saint-Germain est une église catholique du XIIe siècle située sur la commune de Vornay, dans le département du Cher, en France.

## Historique
L'édifice est classé au titre des monuments historiques en 1911. Les parties non classées ont été inscrites par arrêté du 16 juillet 2012.